# Генрик Арцтовський
Ге́нрик Арцто́вський (пол. Henryk Arctowski; 15 липня 1871, Варшава — 21 лютого 1958, Вашингтон) — польський, американський географ, геофізик, геолог, мандрівник, дослідник Антарктики; професор Львівського університету.

## Біографія
Син Кароля Арцта (сполонізував своє прізвище в 1890-х рр).
Закінчив гімназію в Іновроцлаві.
Вивчав хімічні, геологічні та метеорологічні науки в Льєжу (Бельгія), Сорбонні (Париж), Англії та Швейцарії.
1895 — познайомився з бельгійським мандрівником Адрієном де Жерлашем де Ґомрі.
1897—1899 — взяв участь у антарктичній експедиції Адрієна де Жерлаша де Ґомрі на кораблі Belgica як її науковий керівник. Серед учасників експедиції були Роальд Амундсен, Фредерік Кук і Антоній Болеслав Добровольський. Першими перезимували в Антарктиці — на судні, затертому кригою.
Під час дрейфування судна мандрівники отримали цінні спостереження морської криги й айсбергів, а також цінні метеорологічні спостереження. Де Жерлаш описав подорож у своїй книжці «15 місяців в антарктичному океані» (польський переклад вийшов 1903 року).
1903-1909 — Арцтовський керував метеорологічною станцією Observatoire Royal de Belgique в Укль (Бельгія). Опрацював наукові дані, зібрані під час антарктичної експедиції, та опублікував їх у праці Résultats de voyage de Belgica (1903-1913). У галузі геології розвинув власну гіпотезу під назвою «Антарктанди» — про подібність геологічної будови Південних Андів (зокрема, Вогняної Землі) та півострова Грехема в Антарктиді.
1910 — взяв участь у французькій експедиції на Шпіцберген і Лофотенські острови на судні «Іль-де-Франс» (Ile-de-France).
1910-1918 — керував природничим відділом Нью-Йоркської публічної бібілотеки.
1920 — повернувся до Польщі, де прем'єр-міністр Ігнацій Падеревський запропонував йому посаду міністра народної освіти. Проте перемогло бажання займатися наукою, і Арцтовський став професором кафедри геофізики та метеорології Львівського університету (1921). Протягом міжвоєнного періоду спільно зі своїми співробітниками опублікував понад 130 наукових праць.
1930-1932 — був директором Астрономічної обсерваторії Львівського університету.
1935 — став членом Польської Академії Наук.
У момент вибуху Другої світової війни (1 вересня 1939 р.) як президент Міжнародної комісії кліматичних змін перебував на конгресі Міжнародної геодезично-геофізичної спілки у Вашингтоні (США). Через неможливість повернення на Батьківщину прийняв пропозицію наукової роботи у Смітсонському інституті, яка тривала у 1939–1950 рр.
Похований у Варшаві, на цвинтарі Військові Повонзки.

## Ушанування пам'яті
- його іменем названо польську наукову станцію в Антарктиді;
- в Антарктиді є гора й півострів Арцтовського;
- на Шпіцбергені його іменем названо гору (Arctowskifjellet) та льодовик (Arctowskibreen).